# Вигода (Ловицький повіт)
Вигода (пол. Wygoda) — село в Польщі, у гміні Лович Ловицького повіту Лодзинського воєводства.
Населення — 457 осіб (2011).
У 1975-1998 роках село належало до Скерневицького воєводства.

## Демографія
Демографічна структура станом на 31 березня 2011 року:
|          | Загалом | Допрацездатний вік | Працездатний вік | Постпрацездатний вік |
| -------- | ------- | ------------------ | ---------------- | -------------------- |
| Чоловіки | 229     | 49                 | 157              | 23                   |
| Жінки    | 228     | 52                 | 123              | 53                   |
| Разом    | 457     | 101                | 280              | 76                   |